# Вулиця Олександра Удовиченка (Київ)
Ву́лиця Олександра Удовиченка — вулиця в Голосіївському районі міста Києва, місцевість Віта-Литовська. Пролягає від Вітавської вулиці до вулиці Максима Славинського.

## Історія
Вулиця виникла у 2010-х роках під проектною назвою Проектна 12992. Сучасна назва на честь українського військового і громадського діяча, віце-президент УНР в екзилі Олександра Удовиченка — з 2017 року.